# Bretstein
Bretstein är en ort i kommunen Pölstal i distriktet Murtal i förbundslandet Steiermark i Österrike.  Bretstein var tidigare en självständig kommun, men blev den 1 januari 2015 en del av nybildade kommunen Pölstal.